# Henrique Luís Roessler

Panfleto contra a matança de passarinhos, um dos muitos divulgados pela União Protetora da Natureza.

Henrique Luís Roessler (Porto Alegre, 16 de novembro de 1896 – Porto Alegre, 14 de novembro de 1963) foi um dos precursores do ambientalismo no Brasil.

## Biografia
Filho de descendentes de imigrantes alemães oriundos de uma região fronteiriça à França, Roessler era um funcionário público ativo em São Leopoldo. Trabalhou para Capitania dos Portos da Marinha desde 1939. Em 1944 assumiu como Delegado Florestal Regional, cargo vinculado ao Ministério da Agricultura, em função não remunerada em que mantinha contato com caçadores, desmatadores e empresas poluidoras do rio dos Sinos e outros rios da região.
Ainda como Delegado Florestal, Roessler confeccionava panfletos para conscientizar a população a respeito da caça predatória, pesca com dinamite, morte de peixes devido à irrigação das lavouras, dos estilingue para matar passarinhos, etc. Formou uma rede de colaboradores no Ministério da Agricultura que o ajudava a fiscalizar o cumprimento das leis de proteção da natureza.
No final de 1954 foi destituído do cargo, com a alegação que serviços não-remunerados não eram permitidos no estatuto do servidor público. Logo em seguida, em 1 de janeiro de 1955, fundou a União Protetora da Natureza, com sede em sua própria casa, a primeira em seu gênero no Brasil. Em 1957, a instituição já contava com 280 sócios.
Denunciava continuamente na imprensa os danos ao ambiente. Roessler publicou 301 crônicas no Correio do Povo, sempre procurando alertar sobre os impactos ao meio ambiente, numa época em que pouco se comentava sobre o assunto. Manifestando energicamente a sua oposição à forma como os recursos ambientais eram geridos, criou uma nova consciência no seu Estado e foi um exemplo para todo o Brasil. Seu pioneirismo serviu de inspiração para várias ONGs e órgãos do poder público, sendo considerado o grande pioneiro do ambientalismo no Rio Grande do Sul. A União Protetora da Natureza encerrou suas atividades com o falecimento de seu fundador, em 1963.
Em 1986 uma seleção de suas crônicas foi reunida pela AGAPAN e publicada pela editora Martins Livreiro, intitulada O Rio Grande do Sul e a Ecologia – Crônicas escolhidas de um naturalista contemporâneo. Seu nome batiza a Fundação Estadual de Proteção Ambiental (FEPAM), além de ruas, praças e parques. Ele foi tema de uma peça teatral infantil montada pela Companhia Teatral Tchêatro Entre as Linhas, intitulada As Aventuras do Vovô Roessler, e o centenário de seu nascimento foi comemorado com variada programação.